# Vauxaillon
Vauxaillon – miejscowość i gmina we Francji, w regionie Hauts-de-France, w departamencie Aisne.
Według danych na styczeń 2014 roku gminę zamieszkiwało 514 osób, a gęstość zaludnienia wynosiła 37,8 osób/km².